# Manifest der 121
Als Manifeste des 121 (Manifest der 121) bezeichnet man in Frankreich ein Manifest, das am 6. September 1960 mit dem Titel „Déclaration sur le droit à l’insoumission dans la guerre d’Algérie“ (Deklaration über das Recht zur Kriegsdienstverweigerung im Algerienkrieg) in der Zeitschrift Vérité-Liberté erschien. 121 Intellektuelle, Universitätsangehörige und Künstler hatten es unterzeichnet. Ein Teil von ihnen wurde daraufhin aus öffentlichen und staatlichen Anstellungsverhältnissen entlassen, gegen 29 von ihnen (u. a. Michel Leiris) wurde Anklage erhoben.
 Die von Jean-Paul Sartre gegründete Zeitschrift Les Temps Modernes druckte statt des von der Zensur verbotenen Manifests zwei leere Seiten und dazu noch eine um weitere Namen von Unterstützern, u. a. René Leibowitz, François Truffaut, Tristan Tzara und Françoise Sagan, erweiterte Liste ab. Eine Gruppe von amerikanischen Intellektuellen (u. a. Stanley Kuntz, Norman Mailer und Lewis Mumford) veröffentlichten einen Solidaritätsbrief an die Unterzeichner.

## Inhalt des Manifests
Seinen eigenen Worten nach versuchte das Manifest die Franzosen über die Widerstandsbewegung gegen den Algerienkrieg zu informieren. Die 121 kritisierten die Haltung Frankreichs gegenüber der algerischen Unabhängigkeitsbewegung und insistierten darauf, dass die unterdrückte algerische Bevölkerung nur nach ihrer Anerkennung „als unabhängige Gemeinschaft“ strebe. Von der Feststellung des Zusammenbruchs der Kolonialreiche ausgehend, hob es die politische Rolle des Militärs hervor und denunzierte den Militarismus und die Folter, die „den demokratischen Institutionen zuwider“ liefen.
Das Manifest endet mit den Worten:

« Les soussignés, (…), déclarent :
- Nous respectons et jugeons justifié le refus de prendre les armes contre le peuple algérien.
- Nous respectons et jugeons justifiée la conduite des Français qui estiment de leur devoir d'apporter aide et protection aux Algériens opprimés au nom du peuple français.
- La cause du peuple algérien, qui contribue de façon décisive à ruiner le système colonial, est la cause de tous les hommes libres. »

„Die Unterzeichneten erklären:
- Wir respektieren die Weigerung, die Waffen gegen das algerische Volk zu ergreifen, und beurteilen sie als gerechtfertigt.
- Wir respektieren das Verhalten der Franzosen, die es für ihre Pflicht halten, den im Namen des französischen Volkes unterdrückten Algeriern Hilfe zu leisten und Schutz zu gewähren, und beurteilen es als gerechtfertigt.
- Die Sache des algerischen Volkes, die in entscheidender Weise dazu beiträgt, das Kolonialsystem zu zerstören, ist die Sache aller freien Menschen.“

## Liste der Unterzeichner
- Arthur Adamov (1908–1970)
- Robert Antelme (1917–1990)
- Georges Auclair (1920–2004)
- Jean Baby (1897–1969)
- Hélène Balfet (1922–2001)
- Marc Barbut (1928–2011)
- Robert Barrat (1919–1976)
- Simone de Beauvoir (1908–1986)
- Jean-Louis Bédouin (1929–1996)
- Marc Beigbeder (1916–1997)
- Robert Benayoun (1926–1996)
- Maurice Blanchot (1907–2003)
- Roger Blin (1907–1984)
- Geneviève Bonnefoi (1921–2018)
- Arsène Bonnefous-Murat
- Raymond Borde (1920–2004)
- Jean-Louis Bory (1919–1979)
- Jacques-Laurent Bost (1916–1990)
- Pierre Boulez (1925–2016)
- Vincent Bounoure (1928–1996)
- André Breton (1896–1966)
- Michel Butor (1926–2016)
- Guy Cabanel (* 1926)
- Georges Condominas (1921–2011)
- Alain Cuny (1908–1994)
- Jean Czarnecki
- Jean Dalsace (1873–1970)
- Hubert Damisch (1928–2017)
- Adrien Dax (1913–1979)
- Guy Debord (1931–1994)
- Jean Delmas (1912–1979)
- Danièle Delorme (1926–2015)
- Solange Deyon (1927–2015)
- Jacques Doniol-Valcroze (1920–1989)
- Romuald Dor de la Souchère (1888–1977)
- Geneviève Dormann (1933–2015)
- Bernard Dort (1929–1994)
- Jean Douassot (1924–2015)
- Simone Dreyfus (* 1925)
- René Dumont (1904–2001)
- Marguerite Duras (1914–1996)
- Yves Ellérouët (1932–1975)
- Dominique Eluard (1914–2000)
- Charles Estienne (1908–1966)
- Louis-René des Forêts (1918–2000)
- Théodore Fraenkel (1896–1964)
- André Frénaud (1907–1993)
- Jacques Gernet (1921–2018)
- Louis-Jules Gernet (1882–1962)
- Édouard Glissant (1928–2011)
- Anne Guérin (1936–2017)
- Daniel Guérin (1904–1988)
- Jacques Howlett (1919–1982)
- Édouard Jaguer (1924–2006)
- Pierre Jaouën
- Gérard Jarlot (1923–1966)
- Robert Jaulin (1928–1996)
- Alain Joubert (1936–2021)
- Maurice Joyeux (1910–1991)
- Henri Krea (1933–2000)
- Robert Lagarde (* 1928)
- Monique Lange (1926–1996)
- Claude Lanzmann (1925–2018)
- Robert Lapoujade (1921–1993)
- Henri Lefebvre (1901–1991)
- Gérard Legrand (1927–1999)
- René Leibowitz (1913–1972)
- Michel Leiris (1901–1990)
- Paul Lévy (1886–1971)
- Georges Limbour (1900–1970)
- Jérôme Lindon (1925–2001)
- Éric Losfeld (1922–1979)
- Robert Louzon (1882–1976)
- Florence Malraux (1933–2018)
- André Mandouze (1916–2006)
- Maud Mannoni (1923–1998)
- Jean Martin (1922–2009)
- Renée Marcel-Martinet
- Jean-Daniel Martinet
- Andrée Marty-Capgras (1898–1963)
- Dionys Mascolo (1916–1997)
- François Maspero (1932–2015)
- André Masson (1896–1987)
- Pierre de Massot (1900–1969)
- Jehan Mayoux (1904–1975)
- Jean-Jacques Mayoux (1901–1987)
- Gustave Monod (1885–1968)
- Théodore Monod (1902–2000)
- Marie Moscovici (1932–2015)
- Georges Mounin (1910–1993)
- Maurice Nadeau (1911–2013)
- Georges Navel (1904–1993)
- Claude Ollier (1922–2014)
- Jacques Panijel (1921–2010)
- Hélène Parmelin (1915–1998)
- José Pierre (1927–1999)
- Marcel Péju (1922–2005)
- Jean-Charles Pichon (1920–2006)
- André Pieyre de Mandiargues (1909–1991)
- Édouard Pignon (1905–1993)
- Bernard Pingaud (1923–2020)
- Maurice Pons (1925–2016)
- Jean-Bertrand Pontalis (1924–2013)
- Jean Pouillon (1916–2002)
- Madeleine Rebérioux (1920–2005)
- Denise René (1913–2012)
- Alain Resnais (1922–2014)
- Jean-François Revel (1924–2006)
- Paul Revel (1922–1983)
- Alain Robbe-Grillet (1922–2008)
- Christiane Rochefort (1917–1998)
- Jacques-Francis Rolland (1922–2008)
- Alfred Rosmer (1877–1964)
- Gilbert Rouget (1916–2017)
- Claude Roy (1915–1997)
- Françoise Sagan (1935–2004)
- Marc Saint-Saëns (1903–1979)
- Nathalie Sarraute (1900–1999)
- Jean-Paul Sartre (1905–1980)
- Renée Saurel (1910–1988)
- Claude Sautet (1924–2000)
- Catherine Sauvage (1929–1998)
- Jean Schuster (1929–1995)
- Laurent Schwartz (1915–2002)
- Robert Scipion (1921–2001)
- Louis Seguin (1929–2008)
- Geneviève Serreau (1915–1981)
- Simone Signoret (1921–1985)
- Jean-Claude Silbermann (* 1935)
- Claude Simon (1913–2005)
- René de Solier (1914–1974)
- Olivier Soufflot de Magny (1929–2004)
- Laurent Terzieff (1935–2010)
- Jean Thiercelin (1927–1999)
- François Truffaut (1932–1984)
- René-Marc Tzanck (* 1915)
- Tristan Tzara (1896–1963)
- Vercors (1902–1991)
- Jean-Pierre Vernant (1914–2007)
- Pierre Vidal-Naquet (1930–2006)
- Jean-Pierre Vielfaure (1930–2015)
- Claude Viseux (1927–2008)
- Ylipe (1936–2003)
- René Zazzo (1910–1995)